# Station Błotnik
Station Błotnik is een spoorwegstation in de Poolse plaats Błotnik.